# E' circal de' giudéizi
E' circal de' giudéizi è un sodalizio di giovani intellettuali che si formò nel dopoguerra a Santarcangelo di Romagna. Ne facevano parte Tonino Guerra, Raffaello Baldini, Federico Moroni, Nino Pedretti, Gianni Fucci, Flavio Nicolini e Rina Macrelli. Tutti costoro in seguito si sono fatti strada nel mondo della cultura e dell'arte e quasi tutti hanno avuto un ruolo importante per lo sviluppo della letteratura neodialettale.
E' circal de' giudéizi in dialetto santarcangiolese significa, letteralmente, "Il circolo del giudizio", ma in realtà si trattava di un'espressione ironica usata da qualche loro concittadino (i ricordi in merito sono sfocati, ma pare che la paternità sia da attribuire a un certo Giovannino Moroni), che li vedeva costantemente impegnati in interminabili discussioni sull'arte e la letteratura. Intesa in senso ironico quell'espressione significa piuttosto "Il circolo degli strambi".

## La "diaspora"
Santarcangelo nel dopoguerra era un piccolo comune di provincia che non offriva alcuna opportunità a dei giovani che volevano occuparsi di arte e cultura, per cui quasi tutti i membri del "sodalizio" si trasferirono altrove. Negli anni '50 Tonino Guerra si trasferisce a Roma per farsi strada nel cinema; Rina Macrelli va a Parigi a studiare e poi si trasferisce definitivamente a Roma, anche lei per lavorare nel campo del cinema; Raffaello Baldini va a vivere a Milano, dove farà lo scrittore e il giornalista. Flavio Nicolini è spesso a Roma per il cinema, anche se non vi si stabilisce definitivamente. Solo Gianni Fucci, che pure aveva iniziato a occuparsi di cinema, resta a Santarcangelo.
All'inizio degli anni '70 tutti costoro sono impegnati nella propria carriera, e per lo più si rivedono a Santarcangelo durante le vacanze estive. Nel 1972 però si verifica una svolta, che interseca la vicenda di questi intellettuali con lo sviluppo della letteratura neodialettale romagnola.

## La letteratura neodialettale

### Tonino Guerra
Durante la seconda guerra mondiale Tonino Guerra era stato internato nel campo di concentramento Troisdorf in Germania e qui, per sollevare lo spirito di altri prigionieri romagnoli, aveva iniziato a comporre alcune poesie in dialetto. Tornato a casa dopo la prigionia, nel 1946 si era laureato all'Università di Urbino con una tesi orale sulla poesia dialettale e nello stesso anno aveva pubblicato le sue poesie nella raccolta I scarabocc, con la prefazione di Carlo Bo. Anche negli anni successivi Guerra mantenne un certo interesse per la poesia dialettale, pubblicando ancora un paio di raccolte negli anni '50, ma poi si era dedicato interamente al cinema.
Nel 1972, quando già era uno sceneggiatore affermato e noto nel mondo, torna al suo interesse per il dialetto, e pubblica la raccolta I Bu (I buoi), con l'introduzione semiseria di Gianfranco Contini, che allora era forse il più importante critico letterario italiano. Scoppia così un "caso" letterario di cui si discute a livello nazionale.

### Il "Seminario popolare" e gli sviluppi successivi
Rina Macrelli, che già da molti anni lavora a Roma per il cinema, ritiene che la letteratura dialettale fatta da intellettuali sia un momento rilevante del movimento neorealista, e approfitta dell'interesse suscitato da I Bu per organizzare a Santarcangelo, nell'estate del 1973, un Seminario popolare su Tonino Guerra e la poesia romagnola, a cui partecipano anche studiosi di fama nazionale e internazionale, come Tullio De Mauro, Alfredo Stussi, Augusto Campana e Friedrich Schürr. In quegli anni Macrelli segue e sostiene Nino Pedretti e Raffaello Baldini che muovono i loro primi passi, scopre la poetessa Giuliana Rocchi, cura la pubblicazione della prima raccolta di Gianni Fucci, e lei stessa scrive in dialetto, traducendo alcuni poeti americani della beat generation e il Miles Gloriosus di Plauto.
Da qui si avvia un'ampia produzione dialettale, che ha dato a Raffaello Baldini, Nino Pedretti e Gianni Fucci notorietà a livello nazionale e internazionale. In particolare Raffaello Baldini nel 1988 vince il Premio Viareggio (che prima di allora non era mai stato assegnato a un testo in dialetto) con la raccolta Furistír, e nel 1996 gli viene assegnato anche il Premio Bagutta per la raccolta Ad nòta.